# Branchiostoma longirostrum
Branchiostoma longirostrum är en ryggsträngsdjursart som beskrevs av Boschung 1983. Branchiostoma longirostrum ingår i släktet Branchiostoma och familjen lansettfiskar. Inga underarter finns listade.